# تیم الکساندر (بازیکن فوتبال)
تیم الکساندر (انگلیسی: Tim Alexander؛ زادهٔ ۲۹ مارس ۱۹۷۳) بازیکن فوتبال اهل بریتانیا است.
از باشگاه‌هایی که در آن بازی کرده‌است می‌توان به باشگاه فوتبال ووکینگ، باشگاه فوتبال ولینگ یونایتد، باشگاه فوتبال نیو سنتس، باشگاه فوتبال داگنم و ردبریج، باشگاه فوتبال ویمبلدون، و باشگاه فوتبال بارنت اشاره کرد.